# Przywódcy Korei Północnej
Lista przywódców Koreańskiej Republiki Ludowo-Demokratycznej od podziału Korei 9 września 1948.

## Formalni przywódcy

### Przewodniczący PrezydiumNajwyższego Zgromadzenia Ludowego
W latach 1948–1972 funkcje głowy państwa sprawował Przewodniczący Prezydium Najwyższego Zgromadzenia Ludowego.
| Lp. | Zdjęcie | Osoba          | Okres                                  |
| --- | ------- | -------------- | -------------------------------------- |
| 1.  |         | Kim Tu Bong    | od 3 września 1948 do 20 września 1957 |
| 2.  |         | Ch’oe Yong Gŏn | od 20 września 1957 do 28 grudnia 1972 |

### Prezydent KRLD
W latach 1972–1994 formalną głową państwa był Kim Ir Sen jako prezydent, który w 1998 roku został ogłoszony „Wiecznym Prezydentem”.
| Lp. | Zdjęcie | Osoba       | Okres                                         |
| --- | ------- | ----------- | --------------------------------------------- |
| 1.  |         | Kim Il Sung | od 28 grudnia 1972 (de facto do 8 lipca 1994) |

### Przewodniczący PrezydiumNajwyższego Zgromadzenia Ludowego
Od 1998 do 2019 roku protokolarne funkcje głowy państwa ponownie sprawował Przewodniczący Prezydium Najwyższego Zgromadzenia Ludowego.
| Lp. | Zdjęcie | Osoba        | Okres                                  |
| --- | ------- | ------------ | -------------------------------------- |
| 3.  |         | Kim Yŏng Nam | od 5 września 1998 do 11 kwietnia 2019 |

### Przewodniczący Komisji Spraw Państwowych KRLD
W kwietniu 2019 roku dokonano zmiany północnokoreańskiej konstytucji, w myśl której Przewodniczący Komisji Spraw Państwowych zastąpił Przewodniczącego Prezydium Najwyższego Zgromadzenia Ludowego w funkcji reprezentanta państwa i od tej pory Przewodniczący Komisji Spraw Państwowych jest głową państwa.
| Lp. | Zdjęcie | Osoba        | Okres            |
| --- | ------- | ------------ | ---------------- |
| 1.  |         | Kim Dzong Un | od kwietnia 2019 |

## Faktyczni przywódcy
| Lp. | Zdjęcie                                             | Osoba                    | Tytuł | Funkcja                                                        | Okres                             |
| --- | --------------------------------------------------- | ------------------------ | --- | -------------------------------------------------------------- | --------------------------------- |
| 1.  |                                                     | Kim Ir Sen (1912–1994)   | Wielki Wódz Wieczny Prezydent                                                                                      | Przewodniczący Tymczasowego Komitetu Ludowego                  | 9 lutego 1946 – 8 września 1948   |
| 1.  | Premier                                             | Kim Ir Sen (1912–1994)   | Wielki Wódz Wieczny Prezydent                                                                                      | 9 września 1948 – 28 grudnia 1972                              |                                   |
| 1.  | Sekretarz Generalny Partii Pracy Korei              | Kim Ir Sen (1912–1994)   | Wielki Wódz Wieczny Prezydent                                                                                      | 30 czerwca 1949 – 8 lipca 1994                                 |                                   |
| 1.  | Prezydent                                           | Kim Ir Sen (1912–1994)   | Wielki Wódz Wieczny Prezydent                                                                                      | 28 grudnia 1972 – 8 lipca 1994                                 |                                   |
| 2.  |                                                     | Kim Dzong Il (1941–2011) | Umiłowany Przywódca Wieczny Sekretarz Generalny Partii Pracy Korei Wieczny Przewodniczący Komisji Obrony Narodowej | Przewodniczący Komisji Obrony Narodowej                        | 9 kwietnia 1993 – 17 grudnia 2011 |
| 2.  | Sekretarz Generalny Partii Pracy Korei              | Kim Dzong Il (1941–2011) | Umiłowany Przywódca Wieczny Sekretarz Generalny Partii Pracy Korei Wieczny Przewodniczący Komisji Obrony Narodowej | 8 października 1997 – 17 grudnia 2011                          |                                   |
| 3.  |                                                     | Kim Dzong Un (ur. 1984)  | Drogi Szanowny Przywódca Najwyższy Przywódca Partii, Armii i Narodu                                                | Przewodniczący Centralnej Komisji Wojskowej Partii Pracy Korei | od 25 września 2010               |
| 3.  | Najwyższy Przedstawiciel Całego Narodu Koreańskiego | Kim Dzong Un (ur. 1984)  | Przewodniczący Partii Pracy Korei                                                                                  | od 9 maja 2016 do 10 stycznia 2021                             |                                   |